# Ekstraliga na żużlu (2000)
Ekstraliga żużlowa 2000 – pierwszy, od czasu uruchomienia Ekstraligi i 53. w historii, sezon rozgrywek najwyższego szczebla o drużynowe mistrzostwo Polski na żużlu. Tytułu mistrza Polski z sezonu 1999 broniła drużyna Polonii Piła.

## Tabela końcowa
źródło: ekstraliga.wp.pl
| Poz. | Klub                      | Pkt. | Z  | R | P  | +/−  |
| ---- | ------------------------- | ---- | -- | - | -- | ---- |
| 1    | Polonia Bydgoszcz         | 29   | 14 | 1 | 5  | +111 |
| 2    | Polonia Piła              | 26   | 11 | 4 | 5  | +35  |
| 3    | Pergo Gorzów Wielkopolski | 19   | 9  | 1 | 10 | +38  |
| 4    | Apator Toruń              | 14   | 6  | 2 | 12 | –85  |
| 5    | WTS Atlas Wrocław         | 19   | 8  | 3 | 9  | +11  |
| 6    | Włókniarz Częstochowa     | 19   | 9  | 1 | 10 | –9   |
| 7    | Unia Leszno               | 18   | 9  | 0 | 11 | –80  |
| 8    | Wybrzeże Gdańsk           | 16   | 8  | 0 | 12 | –21  |